# Luther Burden
Luther D. "Ticky" Burden (Haines City, Florida, 28 de febrer de 1953-Winston-Salem, Carolina del Nord, 29 d'octubre de 2015) va ser un jugador de bàsquet estatunidenc que va jugar durant una temporada en l'ABA i dues més en l'NBA. Amb 1,88 metres d'alçada, ho feia en la posició d'escorta.

## Trajectòria esportiva

### Universitat
Va jugar durant tres temporades amb els Utes de la Universitat de Utah, en les quals va tenir una mitjana de 22,4 punts i 4,2 rebots per partit. En el total de la seva carrera va anotar 1.790 punts, la cinquena millor marca de la història dels Utes, anotant més del 50% dels seus llançaments a cistella. Té el rècord de la Western Athletic Conference de més tirs de camp anotats, amb 359. En 1975 va ser inclòs en el primer equip All-American d'Associated Press.

### Internacional
El 1974 va participar en els Mundials de Bàsquet celebrats a Puerto Rico amb la selecció dels Estats Units, on van aconseguir la medalla de bronze. Burden encara conserva el rècord de millor anotació en uns mundials d'un jugador de la seva selecció, amb 20,2 punts de mitjana en els 9 partits que va disputar. Va ser inclòs en el millor quintet del mundial.

### Professional
Va ser triat en la vint-i-sisena posició del Draft de l'NBA del 1975 amb els New York Knicks, i també amb Virginia Squires en la quarta ronda del draft de l'ABA, fitxant per aquests últims. En la seva primera temporada com a professional va ser titular indiscutible, sent el màxim anotador del seu equip amb 19,9 punts per partit, el dècim de tot el campionat, i inclòs en el millor quintet de rookies de l'ABA.
Després de la desaparició de l'ABA, va fitxar pels New York Knicks, l'equip que tenia els seus drets en l'NBA. Però en els Knicks es va trobar amb molta competència, sent suplent d'Earl Monroe i de Walt Frazier. En la seva primera temporada en la nova lliga va passar a tenir una mitjana de 5,7 punts i 1,0 assistències per partit. Va seguir una temporada més en l'equip, però només va arribar a disputar dos partits més, abans que les lesions li fessin deixar el bàsquet.

#### Estadístiques en l'NBA

##### Temporada regular
| Temporada | Edat | Equip    | Lliga | P   | TIT | MIN  | TC  | TCA  | %TC  | 3P  | 3PA | %3P  | TL  | TLA | %TL  | R.of. | R.DEF. | REB | ASIS | ROB | TAP | PER | FP  | PTS  |
| 1975-76   | 22   | Virginia | ABA   | 71  |     | 30.7 | 7.9 | 17.6 | .450 | 0.1 | 0.5 | .222 | 4.0 | 5.2 | .767 | 1.5   | 1.3    | 2.8 | 1.8  | 1.5 | 0.1 | 2.5 | 2.6 | 19.9 |
| 1976-77   | 23   | N. York  | NBA   | 61  |     | 10.0 | 2.4 | 5.8  | .420 |     |     |      | 0.8 | 1.4 | .600 | 0.4   | 0.7    | 1.1 | 1.0  | 0.8 | 0.0 |     | 1.4 | 5.7  |
| 1977-78   | 24   | N. York  | NBA   | 2   |     | 7.5  | 0.5 | 1.0  | .500 |     |     |      | 0.0 | 0.0 |      | 0.0   | 0.0    | 0.0 | 0.5  | 0.5 | 0.0 | 0.0 | 0.5 | 1.0  |
| Total     |      |          | TOTAL | 134 |     | 20.9 | 5.3 | 11.9 | .443 | 0.1 | 0.5 | .222 | 2.5 | 3.4 | .736 | 1.0   | 1.0    | 2.0 | 1.4  | 1.1 | 0.1 | 2.5 | 2.1 | 13.1 |
|           |      |          | ABA   | 71  |     | 30.7 | 7.9 | 17.6 | .450 | 0.1 | 0.5 | .222 | 4.0 | 5.2 | .767 | 1.5   | 1.3    | 2.8 | 1.8  | 1.5 | 0.1 | 2.5 | 2.6 | 19.9 |
|           |      |          | NBA   | 63  |     | 9.9  | 2.4 | 5.6  | .421 |     |     |      | 0.8 | 1.3 | .600 | 0.4   | 0.6    | 1.0 | 1.0  | 0.8 | 0.0 | 0.0 | 1.4 | 5.5  |

## Vida personal
El 3 de juliol de 1980, Burden i altres tres homes van ser acusats de robar un banc a Hempstead, Long Island. Va ser delatat pels seus tres companys, i condemnat a una pena entre 6 i 18 anys de presó. Després de dos anys a la presó, un jutjat va decidir que no hi havia proves suficients per implicar-lo en el robatori, per la qual cosa va quedar en llibertat. Va viure a Winston-Salem, treballant en un grup de gestió financera, i va seguir relacionat amb el bàsquet entrenant equips escolars.